# De Hoge Molen
De Hoge Molen is een poldermolen aan de Boezemkade in het Nederlandse Nieuw-Lekkerland. Hij is gebouwd in 1740 en behoort tot de Kinderdijkse molens. De Hoge molen functioneerde als bovenmolen en maalde het water van de lage boezem naar de hoge boezem. Een van de twee molens die het water uit de polder in de lage boezem maalden, de Kleine of Lage Molen, bestaat nog steeds. Toen in 1966 het scheprad van de Hoge Molen werd vervangen door een vijzel en de molen het water rechtstreeks vanaf het polderpeil kon opvoeren, verloor de Lage Molen zijn functie. Sinds 1997 loost de polder het overtollige water via een vijzelgemaal rechtstreeks op de Lage Boezem van de Overwaard.
De wieken van de molen zijn voorzien van het systeem Fauël op beide roeden. Eigenaar van de Hoge Molen is de Stichting Werelderfgoed Kinderdijk; hij is niet voor bezichtiging opengesteld.